# Oberlübbe
Oberlübbe ist ein Ortsteil der Gemeinde Hille im Kreis Minden-Lübbecke in Nordrhein-Westfalen. Bis zur Kommunalreform von 1973 war Oberlübbe eine eigenständige Gemeinde im Kreis Minden. Am 31. Dezember 2022 zählte Oberlübbe 2094 Einwohner.

## Geographie
Oberlübbe liegt am Nordhang des Wiehengebirges und grenzt im Süden an das Gebiet der Gemeinde Hüllhorst, im Westen an das der Stadt Lübbecke (Nettelstedt) und das zur Gemeinde Hille gehörenden Dorf Eickhorst. Im Norden geht das Siedlungsgebiet in Unterlübbe über. Im Osten liegt der Kurort Rothenuffeln. Im Süden des Ortsgebietes im Wiehengebirge liegt der Oberlübber Bergsee. Die höchste Erhebung ist der Lübber Berg (251,2 m über NN).

## Geschichte
Der Ortsname wurde im 12. Jahrhundert von Libbers und Lübbe abgeleitet und seit dem 16. Jahrhundert zur Unterscheidung von Unterlübbe verwendet. Beide Orte wurden oft unter der Gesamtbezeichnung „Lübbe“ zusammengefasst.
Oberlübbe gehörte bis zu den Napoleonischen Kriegen zur Vogtei Berg und Bruch im Amt Hausberge des Fürstentums Minden. Von 1807 bis 1810 gehörte Oberlübbe zum Kanton Haddenhausen des napoleonischen Satellitenstaats Königreich Westphalen. Von 1811 bis 1813 gehörte der Ort unmittelbar zu Frankreich und dort zur Mairie Bergkirchen im Arrondissement Minden des Departements der Oberen Ems. Oberlübbe fiel 1813 wieder an Preußen und kam 1816 zum neuen Kreis Minden. Im Kreis Minden bildete Oberlübbe eine Gemeinde im Amt Dützen.
Am 1. Januar 1973 wurde Oberlübbe nach Hille eingemeindet. Zuvor gehörte Oberlübbe zum Amt Dützen.

## Ortsvorsteher
Die Bevölkerung von Oberlübbe wird gegenüber Rat und Verwaltung der Gemeinde Hille seit 1973 durch einen Ortsvorsteher vertreten, der aufgrund des Wahlergebnisses vom Rat der Gemeinde Hille gewählt wird.
Ortsvorsteher von Oberlübbe ist seit 2021 Bernd Steinkemeier (CDU). Zuvor waren Heinz-Friedel Fabry (CDU), Bernd Steinkemeier (erste Amtszeit), Hans-Dieter Riechmann (SPD) Ortsvorsteher.

## Söhne und Töchter des Ortes
- Helmut Koch (1919–2015), Wirtschaftswissenschaftler und Hochschullehrer
- Joachim Radkau (* 1943), Historiker und Hochschullehrer